# Oligonychus penai
Oligonychus penai är en spindeldjursart som beskrevs av Rimando 1962. Oligonychus penai ingår i släktet Oligonychus och familjen Tetranychidae. Inga underarter finns listade i Catalogue of Life.